# 费尔南多·加戈
费尔南多·加戈（西班牙語：Fernando Gago，1986年4月10日—），是一名已退役的阿根廷足球运动员，主要司职后腰，此前曾效力小保加及皇馬。曾是阿根廷國家足球隊成員。

## 球員生涯
加高於2004年為小保加上陣，很快於成為主力成員，吸引多間歐洲球會向他招手。2006年11月15日，皇家馬德里主席卡達朗證實了加高正式轉會皇家馬德里。這次轉會費用為2040萬歐元。由於他司職防守中場，因此很多人把他跟前阿根廷“5號”費蘭度·列當度比較，更有傳媒稱他為"新列當度"。
加高加盟後首季穿上16號球衣，起初很多人認為他是極有才華的中場球員。但是，由於表現欠佳，在季初都得不到重用。逐漸適應西甲的比賽節奏後，他的表現開始改善。
在2007-08，加高的球衣號碼由16改為8號。在他的第二個賽季，加高展示他真正的能力，代替了穆罕穆德·迪亚拉成為正選，協助球隊連續第二次赢得聯賽冠軍。
在2008-09賽季由於受傷，加高季初只打了兩場比賽，在整個聯賽他只有11次西甲聯賽上陣，但在本賽季，加戈取得了加盟皇馬後的首個入球。
在2009-10賽季，主席佩雷斯打造一支全新的銀河艦隊，隨著巴西球星卡卡加盟，他讓出8號，改穿5號球衣，這號碼跟他在阿根廷國家隊一樣。由於沙比·阿朗素及表現出色，加高差劣的表現完全被比下去，令他只能成為後備，甚至排在穆罕穆德·迪亚拉之後成為第四防中，更多次被排除在比賽的大名單之外。
和同期加盟的岡薩洛·伊瓜因和馬些路相比，加高原地踏步，令部分皇馬球迷質疑其能力與身價。加高平庸的表現與同樣被譽為新列當度的班尼加（效力於華倫西亞）出色的表現形成強烈對比。
由於在2010-11賽季仍然不受重用，在2011年8月31日，皇馬同意讓加高借用轉回羅馬。其後他回到母會小保加直至2019年3月中旬。

## 國家隊
加高曾經為阿根廷U-20贏得2005年國際足聯世界青年錦標賽，但他並沒有入選2006年德國世界杯名單。他入選了2008年夏季奧林匹克運動會男子足球比賽，此後他一直成為阿根廷國家足球隊的成員。在新教練的馬勒當拿上任後，他跟馬斯查蘭奴一直在首發陣容。但隨後因在2010年世界盃外圍賽表現差劣而飽受批評，被指責不應再入選國家隊。